# Metro v Urumči

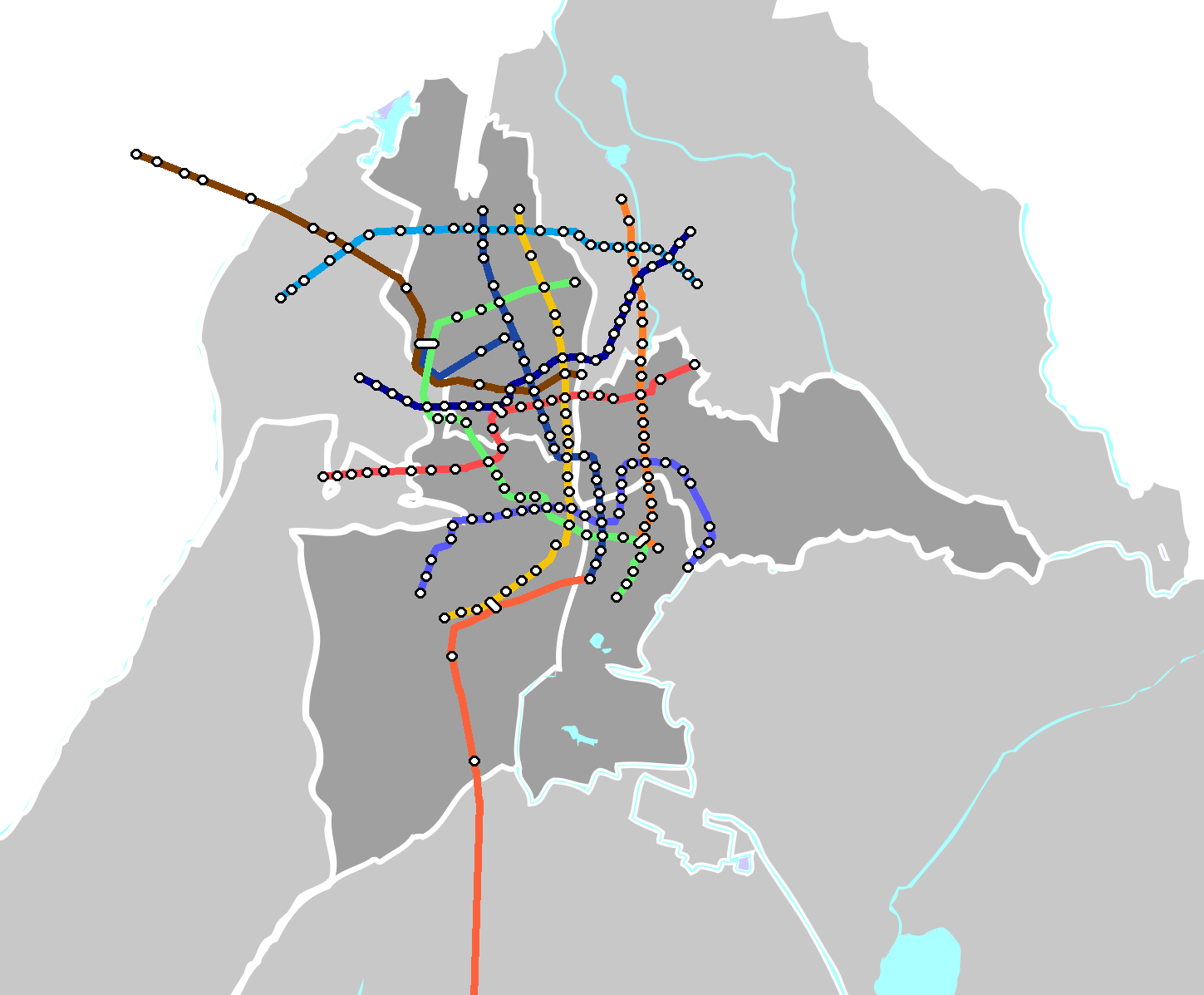
Plánek metra v Urumči i s plánovanými linkami

Metro v Urumči je systém metra v západočínském městě Urumči, hlavním městě provincie Sin-ťiang. Bylo otevřeno 25. října 2018. Má pouze jednu linku o délce 28 kilometrů, do budoucna se ale chystá postavit více linek.

## Linka 1
Linka 1 je jediná linka metra v Urumči. Má 21 stanic, kterými jsou:
- San-tchun-pej
- Sin-ťiangská univerzita
- Er-tao-čchiao
- Nan-men
- Pej-men
- Sin-singská třída
- Náměstí Nan-chu
- Nan-chuská severní silnice
- Wang-ťia-liang
- Pa-tou
- Sin-ťiangská knihovna
- Čung-jing-kung
- Siao-si-kou
- Tchie-lu-ťü
- Sportovní centrum
- Botanická zahrada
- Jing-pin
- San-kung
- Süan-žen-tun
- Ta-ti-wo-pchu
- Letiště Urumči